# Stefan Urosz IV Duszan
Stefan Uroš IV Dušan (serbski: Цар Стефан Душан Силни) (ur. ok. 1308, zm. 20 grudnia 1355) – król Serbii w okresie 8 września 1331–1346. Od 1346 car Serbów i Rzymian (Greków).
Jego panowanie było okresem apogeum potęgi średniowiecznej Serbii. Serbia za jego panowania, ze stolicą w Skopju, zyskała miano Wielkiej Serbii. W wyniku wojny z Bułgarami i Bizancjum opanował Macedonię, Albanię, Epir i Tesalię oraz utworzył odrębny patriarchat serbski. Popierał rozwój handlu oraz górnictwa.

## Objęcie władzy
Wydarzenia, które doprowadziły do objęcia przez niego władzy, wiążą się z sojuszem, jaki zawarł cesarz bizantyński Andronik III Paleolog z carem bułgarskim Michałem III Szyszmanem. Sojusz miał na celu powstrzymanie dalszej ekspansji serbskiej w Macedonii. Car Michał wygnał swą pierwszą żonę Annę Nedę, siostrę Stefana Urosza III i poślubił siostrę Andronika III. Uprzedzając ruchy sił serbskich, car podjął marsz w kierunku Skopje. W decydującej rozgrywce Bizancjum nie wzięło udziału. Losy Macedonii rozstrzygnęła krwawa bitwa pod Welbużdem w północno-wschodniej Macedonii, rozegrana 28 lipca 1330 roku. W połowie drogi z Sofii do Skopje armia serbska złożona głównie z ciężkozbrojnej konnicy, głównie najemnych rycerzy zachodnioeuropejskich, napadła niespodziewanie na założony pod Welbużdem obóz Bułgarów. Stefan Duszan wziął udział w bitwie i to jemu przypisuje się główną rolę w ostatecznym zwycięstwie sił serbskich. Duszan utrzymywał też później, że z jego ręki zginął dowodzący siłami bułgarskimi car Michał III Szyszman.
Zwycięski Stefan Deczański osadził na tronie swą siostrę Annę Nedę i jej małoletniego syna Iwana Stefana, nie wysuwając roszczeń terytorialnych w stosunku do Bułgarii. Zrezygnował też z kontynuowania wojny z Andronikiem III. Niezadowoleni możnowładcy wynieśli wówczas na tron władającego Zetą syna władcy, Stefana Duszana. Zdetronizowanego starego króla uwięziono na zamku Zveczan, gdzie następnie został uduszony.
Po wstąpieniu na tron 8 września 1331 roku Stefan Duszan stłumił w Zecie powstanie wojewody Bogaja, który domagał się większej nagrody za pomoc w wyniesieniu Duszana na tron. Król zawarł sojusz z nowym carem bułgarskim Iwanem Aleksandrem (1331–1371) wzmocniony małżeństwem z jego siostrą Heleną. W zamian za 500 perperów rocznie wyrzekł się też resztek Humu ze Stonem na rzecz Dubrownika.

## Ekspansja na południu

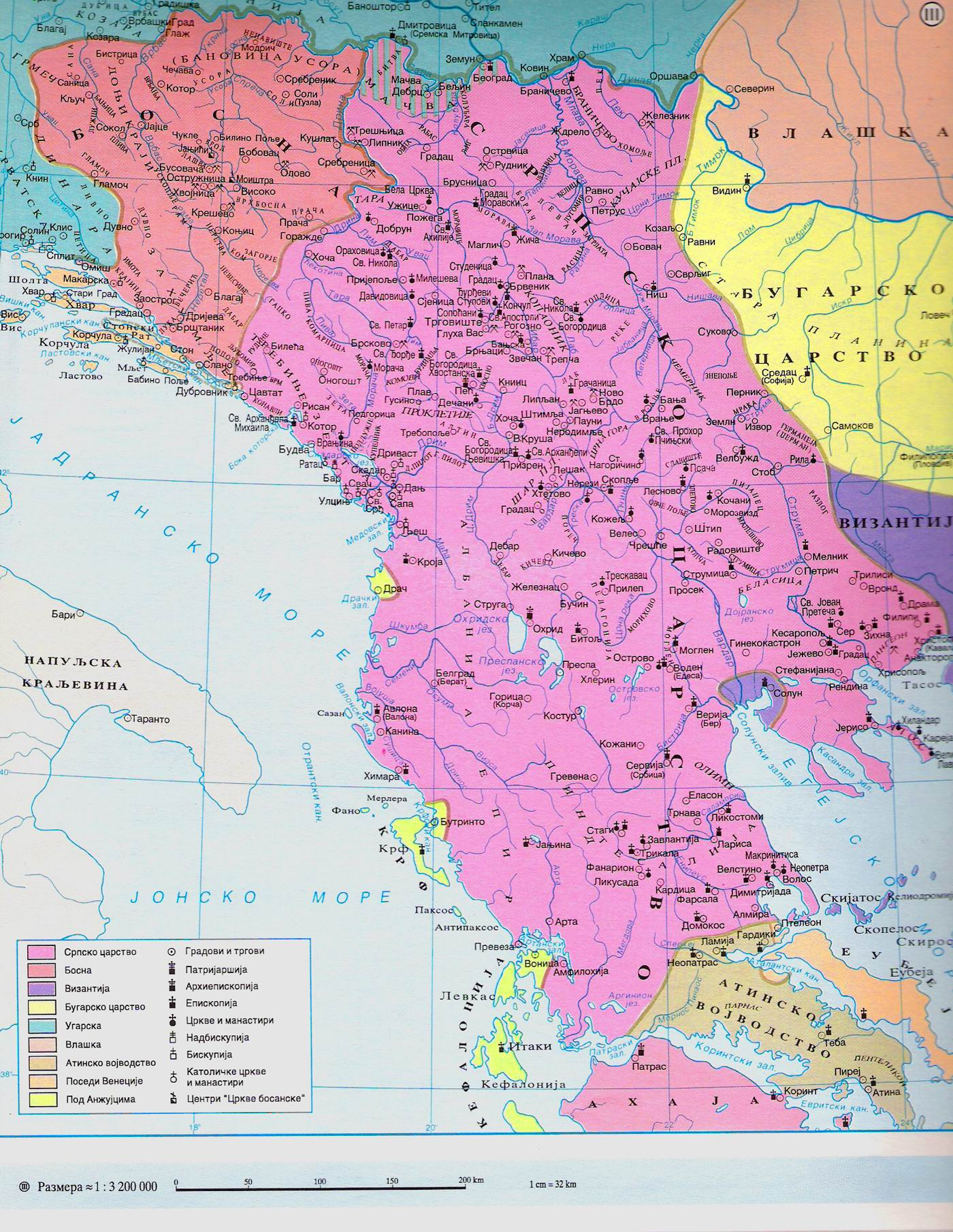
Serbia w czasach Duszana

W 1334 roku zachęcony przez zbuntowanego przeciw Andronikowi III magnata Sergijana wyruszył na Macedonię. Zdobył Prilep, Ochrydę, Strumicę i Kastorię i dotarł aż po Saloniki. W tym samym roku zawarł układ pokojowy przyznający mu Macedonię Wardarską, mniej więcej wzdłuż obecnej granicy pomiędzy Macedonią a Grecją. Po śmierci Andronika III (1341) Stefan Duszan w wojnie domowej w Bizancjum pomiędzy zwolennikami małoletniego cesarza Jana V Paleologa a stronnictwem arystokratycznym, na którego czele stanął Jan Kantakuzen, poparł obóz arystokratyczny. W 1342 roku Jan Kantakuzen zbiegł do Serbii, prosząc o pomoc. Jeszcze w tym samym roku wyruszył na Seres w Macedonii Egejskiej, podczas gdy Duszan opanował Woden. Ponieważ Seres stawiło zacięty opór, Duszan zerwał sojusz z Kantakuzenem i podjął nową samodzielną wyprawę do Albanii. W 1343 roku zajął główną twierdzę Albanii północnej – Kruję, w dwa lata później opanował Berat i Walonę. Jednocześnie druga armia serbska nadal penetrowała Macedonię Egejską. W 1344 roku oddział dowodzony przez wojewodę Preljuba został rozbity przez Turków – nowych sojuszników Kantakuzena. W 1345 roku Duszan opanował Kastorię i Werroię (Ber), a następnie zmusił do kapitulacji Seres (24 IX). Swoim władcą uznali go wówczas mnisi z góry Athos.

## Carstwo Stefana Duszana
Tryumf ten skłonił króla do przyjęcia na ogólnopaństwowym soborze tytułu cara (basileusa) Serbów i Greków. Tym samym ogłosił program likwidacji cesarstwa Paleologów i zastąpienia go nowym carstwem serbsko-greckim. Na żądanie Duszana patriarcha bułgarski, arcybiskup ochrydzki i mnisi z Athosu proklamowali biskupa Joannicjusza patriarchą Serbów i Greków. 16 kwietnia 1346 roku nowy patriarcha koronował uroczyście Stefana Duszana na cara Serbów i Greków.
Powstanie nowego carstwa wymagało reformy aparatu władzy i sądownictwa. Duszan utworzył z terenów zdobytych na Bizancjum Romanię, w której rządy sprawowane miały być wedle obyczaju greckiego – dokumenty wystawiane były w języku greckim, sądy sprawowane według greckich praw. Królem Serbii został 10-letni syn Duszana, Urosz. W jego imieniu rządy w królestwie sprawował ojciec. Bezpośrednio władał grecko-macedońską Romanią. Na dworze wprowadził bizantyński ceremoniał. Swoich najbliższych współpracowników i najwybitniejszych wojskowych, członków dynastii i krewnych obdarzył najwyższymi tytułami dworskimi. Przyrodni brat Duszana, Symeon (Sinisza) i szwagier Jovan Asen, brat carowej Heleny oraz Jovan Oliver zostali despotami. Dejanowi, mężowi Teodory, siostry Duszana i Branko Mladenoviciowi, przodkowi dynastii Brankowiciów przyznał tytuły sewastokratorów, a Wojhinie tytuł cezara, kiedyś najważniejszy po cesarskim.
Car przeprowadził też dzieło kodyfikacji zwyczajowego prawa serbskiego. W 1349 roku ogłosił w Skopju statut obejmujący 153 paragrafy, a dopełniony do ponad 200 paragrafów na soborze w Seres w 1354 roku. Statut rozszerzył kompetencje sądów państwowych, likwidował wiece (zgromadzenia) ludu wiejskiego, potwierdzał liczne przywileje króla i możnowładców w stosunku do ludności wiejskiej zwanej serbami. Potępiał „herezję łacińską”, a prawosławnym Serbom zakazywał związków małżeńskich z katolikami, określanymi jako „półwierzący”.

## Dalsze wojny
W 1348 Duszan wznowił wojnę przeciwko Bizancjum, gdzie w 1347 roku tron cesarski przy pomocy Turków opanował Jan Kantakuzen. Stefan Duszan zdobył Epir i oddał go w zarząd przyrodniemu bratu Symeonowi. Wódz Duszana, Preljub, zdobył w tym czasie Tesalię, którą otrzymał od cara w zarząd wraz z tytułem cezara. W 1350 Duszan przerwał działania w Grecji i podjął wyprawę przeciw Bośni.
Granice północne nie przykuwały uwagi Duszana w tym stopniu, co południowe. W 1335 odparł wyprawę króla węgierskiego Karola Roberta skierowaną na górniczy Rudnik. W traktacie pokojowym zawartym dopiero w 1346 z Ludwikiem I (1342–1382) zrzekł się pretensji do dawnych posiadłości Stefana Dragutina i Belgradu, zamku Golubca nad Dunajem i banatu Maczwy. W stanie wojny z Węgrami znalazł się ponownie przed samą śmiercią na przełomie 1354 i 1355 roku. Usiłował odzyskać utracony Hum, lecz podjętą w 1350 roku wyprawę musiał przerwać, odwołany do zaatakowanej przez Greków Macedonii.
Przed śmiercią w 1355 r. usiłował opanować Saloniki i zamierzał wyruszyć na Konstantynopol. Dla swojego planu próbował zjednać nawet papieża, obiecując w zamian uznanie jego zwierzchnictwa. Główną przeszkodę w zdobywaniu obydwu miast stanowił brak floty, którą Duszan zaczął budować od 1348 roku. Zmarł 20 grudnia 1355 pod Werroią, przygotowując się do ataku na Saloniki.
Utworzone przez niego potężne państwo serbskie rozpadło się po jego śmierci na szereg księstw. Ułatwiło to penetrację Półwyspu Bałkańskiego przez Turków osmańskich.